# Yung Wun
Yung Wun, właśc. James Anderson (ur. w 1980 w Atlancie) – amerykański raper.

## Życiorys
Yung Wun urodził się w Atlancie. Dorastał na osiedlu Eastlake Meadows, zwanym „Little Vietnam”. Szybko wmieszał się w gangsterskie środowisko. W wieku sześciu lat zaczął swoją zbrodniczą działalność. Miał potem problemy z policją, co spowodowało, że trafił pod sąd dla nieletnich. James znalazł pocieszenie w pisaniu tekstów, w których wyrażał, co czuje. Wygrał też kilka nagród na konkursach pisarskich. Jego babcia, Vera, wielokrotnie namawiała go, by zmienił swoje życie. Kiedy James był jeszcze młody, Vera zmarła. Jej śmierć go bardzo przejęła. Pamiętając jej słowa, postanowił zmienić swoje życie.

## Kariera
Zainspirowany przez prace swoich idoli, 2Paca, Biggie’go i DMX-a, Yung Wun zaczął pokazywać swój talent, występując na różnych koncertach. Wystąpił również na kilku południowych albumach i mixtape’ach. W 1998 podpisał kontrakt z Dark Society Recordings. Tam nagrał swój demowy album, który został przekazany Swizz Beatzowi. Styl Yung Wuna od razu spodobał się Swizzowi, który zaproponował Dark Society Recordings kontrakt z jego wytwórnią Full Surface. Yung Wun wystąpił kilku znanych albumach. Wystąpił na remiksie „Down Bottom” na singlu Drag-Ona „Spit These Bars”. Później znów wystąpił z Drag-Onem na remiksie „Trouble”. Rapował ze Snoop Doggiem, Scarface’em i Jadakissem na „WW III” z albumu Ruff Ryders, „Ryde or Die Vol. 2”. Pojawił się również na „What You Ride For?” z pierwszego solowego albumu Jadakissa i na kilku mixtape’ach DJ Smallza. W 2004 roku wydał swój debiutancki album „The Dirtiest Thirstiest.

## Dyskografia

### Albumy
Solo
| Informacje |
| --- |
| The Dirtiest Thirstiest - Wydany: 7 grudnia 2004 - Wytwórnie: Full Surface, J Records - Notowania: #50 Top R&B/Hip-Hop Albums, #11 Top Heatseekers - Single: - Yung Wun Anthem - Tear It Up - Walk It, Walk It - I Tried to Tell Ya |

Z Ruff Ryders
| Informacje |
| --- |
| Ryde or Die Vol. 2 - Wydany: 4 czerwca 2000 - Wytwórnie: Ruff Ryders, Interscope - U.S.: #2 - Single: - WW III - 2 Tears in a Bucket - Got It All - Twisted Heat - It’s Going Down |

### Gościnnie
| Rok  | Tytuł                     | Występujący                            | Album                           |
| ---- | ------------------------- | -------------------------------------- | ------------------------------- |
| 1999 | Down Bottom Remix         | Drag-On, Juvenile                      | Spit These Bars                 |
| 2001 | What You Ride For?        | Jadakiss, Yung Wun, Fiend, 8Ball       | Kiss tha Game Goodbye           |
| 2001 | Some South Shit           | Ludacris, Fiend, Yung Wun              | Kiss tha Game Goodbye           |
| 2002 | Down Bottom Remix         | Drag-On, Juvenile, Yung Wun            | Ruff Ryders Presents – Drag-On  |
| 2002 | Lemme See You Do Ya Thing | Swizz Beatz, Baby, Yung Wun            | G.H.E.T.T.O. Stories            |
| 2003 | Walk Like a Soldier       | 404 Soldierz, Yung Wun                 | Ryde or Die (Unreleased Tracks) |
| 2003 | Ryde or Die Boyz          | Cassidy, Yung Wun, Shiz Linsky, Akbar  | The Future                      |
| 2004 | Whatchu Talkin Bout       | DJ Smallz, Yung Wun, Lil’ Scrappy      | Southern Smoke 14               |
| 2004 | Trouble (Remix)           | Drag-On, Fiend, Yung Wun               | Trouble (Remix)                 |
| 2006 | Tear It Up                | DMX, Yung Wun, David Banner, Lil’ Flip | Fuck the Industry               |

DJ Smallz
- „Act Up” (Swizz Beatz & Yung Wun)

### Klipy
- „I Tried to Tell Ya” (Yung Wun)
- „Tear It Up” (Yung Wun ft. DMX, David Banner & Lil’ Flip)
- „Walk It Talk It” (Yung Wun ft. David Banner)
- „WW III” (Ruff Ryders ft. Yung Wun, Snoop Dogg, Scarface & Jadakiss)